# Astronomie amateur

Des astronomes amateurs en action

Pour les articles homonymes, voir astronomie.
 (décembre 2024).
Si vous disposez d'ouvrages ou d'articles de référence ou si vous connaissez des sites web de qualité traitant du thème abordé ici, merci de compléter l'article en donnant les références utiles à sa vérifiabilité et en les liant à la section « Notes et références ».
L'astronomie amateur est une activité de loisirs qui consiste en l'observation d'objets du ciel diurne et nocturne situés au-delà du globe terrestre. Comme la plupart des activités de loisir, elle peut se pratiquer seul, en groupe non organisé ou en groupe organisé (club, société). 
Elle peut se différencier de l'astronomie professionnelle par plusieurs aspects :
contrairement à l'astronome professionnel dont l'objectif premier est de produire un résultat scientifique, plus précisément d'approfondir nos connaissances en astrophysique, l'astronome amateur, quant à lui, considère rarement l'observation astronomique comme un « moyen » mais plutôt comme une « fin » ;
Financée par la recherche scientifique, l'astronomie professionnelle bénéficie de « moyens d'observation » sans commune mesure avec ceux dont peut disposer l'astronome amateur. En raison, d'une part, du coût des instruments et, d'autre part, d'avancées technologiques parfois indisponibles pour le grand public.
Toute personne qui pratique l'astronomie amateur est appelée assez naturellement « astronome amateur ». Le terme d'« amateur » n'est pas ressenti comme péjoratif dans ce contexte. Certains groupes d'astronomes amateurs surveillent des astres spécifiques ce qui permet d'alerter les astronomes professionnels. Un astronome professionnel est parfois également « amateur », le professionnalisme étant le plus souvent la suite d'un « amateurisme » particulièrement intéressé scientifiquement.

## Historique
L'astronomie étant considérée comme l'une des sciences les plus anciennes, sa pratique tenait plus, jusqu'au XVIIe siècle et la création des premiers observatoires nationaux, d'une « astronomie d'amateurs » que d'une démarche scientifique coordonnée. Ainsi, des astronomes de renom ayant construit leur propre observatoire tels que William Herschel (1738-1822) ou William Parsons, troisième comte de Rosse (1800-1867) sont parfois considérés comme les ancêtres des astronomes amateurs.
L'astronomie de loisir qui ne prétend à aucune vocation scientifique paraît cependant bien plus récente. Il faudra attendre le XIXe siècle avant de voir apparaître les premiers produits optiques grand public rendant possible l'observation du ciel. Un pas supplémentaire est franchi en 1880 avec l'édition d'un ouvrage majeur de vulgarisation : Astronomie populaire de Camille Flammarion (1842-1925).
Il est donc difficile de dater précisément les débuts de l'astronomie amateur telle qu'on la connaît aujourd'hui. On peut néanmoins citer trois moments déterminants survenus au cours du XXe siècle :
1. Premier tiers du XXe siècle : industrialisation des procédés de fabrication optique et apparition des premiers planétariums ;
2. Début des années 1970 : mise sur le marché des premiers télescopes de type Schmidt-Cassegrain fabriqués en série et apparition aux États-Unis des télescopes d'amateurs de type Dobson, ces deux types d'instruments offrant une luminosité généreuse pour des tarifs alors sans concurrence ;
3. Années 1990 : apparition des premiers instruments utilisables produits en grande série et à bas prix (souvent d'origine chinoise), marquant un grand progrès dans la démocratisation de l'astronomie amateur.

## Techniques d'observation et outils
La pratique observationnelle de l'astronomie amateur regroupe de nombreuses techniques. La majeure partie des astronomes amateurs pratique l'observation visuelle ou l'imagerie, mais il existe également d'autres techniques tout aussi intéressantes qu'on tentera de détailler ici.

### L'observation visuelle
La manière la plus facile d'observer le ciel consiste à saisir directement et en temps réel la lumière visible provenant de l'objet observé. Cette technique est appelée « observation visuelle ». Dans tous les cas cela consiste à utiliser les yeux, éventuellement par l'entremise d'un instrument amplificateur.
On pourrait croire au premier abord que seules les performances physiologiques de l'œil (sensibilité rétinienne, stigmatisme cornéen, etc.) suffisent, pour des conditions d'observations identiques, à prédire la qualité de ces observations. En réalité, l'expérience de l'observateur est très loin d'être négligeable : certaines techniques, même faciles à acquérir, permettent de gagner en sensibilité. La plus connue est certainement la « vision décalée » qui consiste à exploiter la périphérie de la rétine plus sensible que la zone centrale (macula), laquelle est optimisée pour la vision diurne : dès lors il ne s'agit plus de fixer l'objet mais de diriger notre regard un peu à côté ; en contrepartie on perd en coloration et en définition (il sera plus difficile de discerner les détails d'une nébuleuse, par exemple) c'est pourquoi il faudra trouver le compromis adapté. La forme physique demeure néanmoins un facteur à ne pas négliger : un manque de sommeil ou une carence en vitamine A peut altérer la vision scotopique de manière significative. D'autres paramètres peuvent varier d'un individu à l'autre : la perception des couleurs en est un exemple.

#### L'œil nu
La technique d'observation la plus évidente correspond tout simplement à l'utilisation des deux seuls yeux. Bien qu'il s'agisse d'une « technique » élémentaire, l'observation à l'œil nu permet de se familiariser avec les constellations et de profiter de phénomènes astronomiques plus ou moins importants tels que les éclipses (avec un filtre approprié dans le cas d'une éclipse de Soleil), les conjonctions ou encore les « pluies » d'étoiles filantes.
L'œil humain permet d'atteindre une magnitude limite visuelle d'environ 8 dans le meilleur des cas (Échelle de Bortle). L'acuité visuelle, la taille de la pupille et surtout la pollution lumineuse constituent les trois facteurs limitants directs. En Europe occidentale, un œil jeune, exercé et dépourvu de défauts situé en haute montagne pourra espérer atteindre la magnitude 7,5 tandis qu'un citadin âgé et non initié pourra difficilement dépasser la quatrième magnitude (une étoile de magnitude 8 est près de 40 fois plus faible qu'une étoile de magnitude 4).

#### Les jumelles
L'utilisation de jumelles astronomiques permet de mener une étude visuelle approfondie du ciel. Des jumelles légères (7 × 50 ou 10 × 50, le premier chiffre désignant le grossissement optique, le second le diamètre de l'objectif) tenue à la main est d'une aide efficace pour trouver et observer astérismes et amas ouverts, ainsi que les galaxies et nébuleuses (obscures et en émission pour la plupart) les plus brillantes. Elles peuvent également se révéler plaisantes pour l'observation d'une conjonction serrée ou d'une comète de passage.
On peut également signaler l'existence de grands modèles de jumelles (pour la plupart d'origine japonaise), instruments de choix pour les chasseurs de comètes ; c'est d'ailleurs avec ce type d'instrument que Yuji Hyakutake (1950-2002) découvrit en 1996 la célèbre comète qui porte son nom. Ces jumelles lourdes et encombrantes, dont le diamètre des objectifs atteint parfois 150 mm, peuvent représenter un investissement élevé et nécessiter l'emploi d'une monture stabilisante.
Les fabricants de jumelles astronomiques réputées sont Leica, Zeiss, Swarovski ou Steiner.

#### La longue-vue
Même s'il s'agit d'un instrument plutôt conçu pour l'observation ornithologique, une longue-vue peut s'avérer d'une aide intéressante pour l'observation astronomique. D'une utilisation proche de celle des jumelles malgré la perte de la vision binoculaire et de la sensation de confort qu'elle procure, les longues-vues peuvent en outre recevoir des oculaires (souvent spécifiques) permettant de faire varier le grossissement et présenter un renvoi coudé à 45° diminuant les risques de torticolis. Ces instruments doivent être montés sur un pied pour être utilisés dans les meilleures conditions de stabilité et de confort.

#### Le télescope
Pour nombre d'astronomes amateurs le télescope, représente souvent le stade ultime de la pratique de l'astronomie visuelle. Il permet d'une part de monter plus haut en diamètre que les instruments précités, d'autre part — et sous certaines conditions — de ne plus se cantonner à l'observation visuelle et s'essayer à l'imagerie mais dans ce domaine, les lunettes apochromatiques sont (à diamètre égal) bien plus adaptées avec un spectre secondaire inexistant, une transmission de la lumière bien supérieure et une stabilité optique des plus élevées.
Le plus déroutant lors de la première utilisation de ces instruments reste l'inversion de l'image : utilisé tel quel un télescope donnera une image renversée (rotation de 180°) de la source. Avec un renvoi coudé, l'image subit une inversion miroir : le haut est toujours en haut mais la droite se retrouve à gauche. Dans le cadre d'une utilisation astronomique, le sens n'a de toute façon que peu d'importance : dans le ciel les notions de haut et de bas sont toujours relatives ; l'habitude aidant, cette inversion n'est plus incommodante.

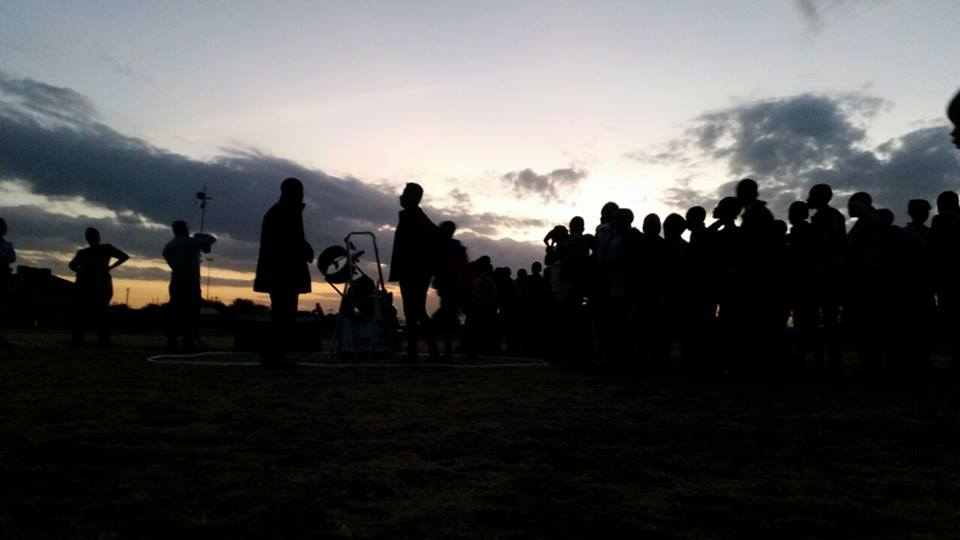
Élèves du Kenya et leurs parents tentant d'apercevoir Saturne avec un télescope.

Ce n'est pas tant pour la taille qu'ils peuvent atteindre que pour la diversité des modèles existants et la polyvalence qu'ils offrent que les télescopes figurent comme les outils les plus appréciés des astronomes amateurs. Non seulement le choix des instruments est vaste, mais celui des accessoires qu'on peut leur adjoindre aussi. En effet, les normes américaines sont aujourd'hui devenu des standards et on peut désormais fréquemment monter un accessoire américain ou chinois sur un télescope russe ou japonais — entre autres combinaisons.
Un télescope est en fait un tout qu'on ne saurait réduire au seul « tube optique » : il doit, pour fonctionner, être accompagné d'accessoires indispensables qui ne seront pas forcément fournis lors de l'acquisition.
Tout d'abord, une monture est nécessaire : les grossissements susceptibles d'être utilisés avec un télescope ainsi que le poids et l'encombrement de ce dernier excluent toute utilisation à bout de bras ; certaines montures sont munies de « mouvements lents » qui permettent d'ajuster manuellement la position du télescope, d'autres sont motorisées afin d'assurer le suivi équatorial (compensation de la rotation terrestre) voire de pointer automatiquement un objet. Aussi, dans le cadre d'une observation purement visuelle, l'amateur devra se pourvoir en oculaires afin d'être en mesure d'adapter le grossissement à son instrument, aux conditions extérieures et bien sûr à l'objet observé.
Quelques accessoires permettent d'aller plus loin :
- les « chercheurs » et « pointeurs » :
 Ils permettent de trouver l'objet que l'on veut observer. Un chercheur est une petite lunette à champ large (plusieurs degrés) dont l'oculaire est muni d'un réticule. Un pointeur est un dispositif qui dessine une mire virtuelle sur le ciel à l'aide d'une source lumineuse et d'un masque dont l'image est projetée à l'infini sur un miroir plan transparent au travers duquel on regarde (il n'y a donc pas de grossissement ni de retournement de l'image contrairement au chercheur). On se dispense rarement de ce type d'accessoire étant donné le gain de temps qu'il apporte.
  - À noter l'existence d'un appareil équipé d'un GPS et de capteurs de gravitation, nommé Skyscout de la firme spécialisée Celestron, qui permet par une simple visée d'obtenir les informations sur un objet céleste choisi, ou à l'inverse, de choisir dans sa base de données un objet céleste par son nom et de suivre les indications géométriques pour le centrer dans l'oculaire de l'appareil.
- les filtres : 
Solaires, ils permettent d'observer les taches solaires et la granulation de la photosphère grâce à une transmission lumineuse très faible (de l'ordre de 0,001 %) ; ils se placent à l'ouverture du télescope (et non au voisinage du foyer c'est-à-dire au voisinage de l'oculaire) et peuvent prendre la forme d'un film ou d'une plaque de verre traité. Lunaires, ils permettent d'atténuer la lumière parfois fatigante de la Lune ; ils peuvent être polarisants et révéler des hétérogénéités dans le sol lunaire. Colorés, ils peuvent améliorer le rendu de certains détails planétaires. Interférentiels, ils permettent (entre autres) soit de réduire — avec une efficacité toute relative — les effets de la pollution lumineuse (rejet notamment des raies du sodium, bande « coupante » de l'ordre de la dizaine de nanomètres), soit d'améliorer notablement le contraste des nébuleuses en émission (planétaires et diffuses) en sélectionnant les raies visibles les plus énergétiques (oxygène-III, hydrogène-bêta ou les deux, bande passante de l'ordre de la dizaine de nanomètres), soit d'observer (« en plus » du filtre solaire) les protubérances solaires (hydrogène-alpha, bande passante de l'ordre de l'ångström) ; dans tous les cas il s'agit d'améliorer le rapport signal/bruit ; la difficulté de réalisation étant d'autant plus élevée que la bande passante est étroite, ces filtres sont très coûteux (grosso modo de 10 à 150 €/cm2).

### L'imagerie
L'autre pratique extrêmement courante de l'astronomie, chez l'amateur, revient à produire des images du ciel. Elle peut se pratiquer à des degrés très divers, pour des budgets pouvant varier d'un facteur cent suivant le domaine d'observation visé et les résultats attendus.
L'exercice consiste à combiner un objectif et un capteur :
- l'objectif est l'élément optique qui va projeter le ciel sur une surface focale passant par le foyer de cet objectif. En pratique, cet objectif est un objectif d'appareil photographique, de chambre astrographique (Schmidt, Buchroeder-Houghton...) ou plus communément de télescope (réfracteur, réflecteur ou catadioptrique). La distance focale de l'objectif conditionne le grandissement de l'image : plus la focale est grande plus l'image est grande — et donc plus le champ est petit pour une même aire au niveau de la surface focale ;
- le capteur est l'élément qui transforme le signal lumineux en un signal chimique ou électrique et qui se traduira par l'impression d'une image fixe sur un support (tangible ou électronique). Il est placé de manière à coïncider avec la surface focale de l'objectif afin de garantir la mise au point – on parle alors d'imagerie au foyer. La pellicule photographique a été jusqu'à la deuxième moitié du XXe siècle le seul moyen de fixer une image ; depuis lors, les supports numériques ont envahi le marché et bien qu'il reste quelques irréductibles de l'astrophotographie argentique, l'avenir est aux capteurs optoélectroniques (CCD ou CMOS).

Dans certains cas, on peut effectuer une projection au moyen d'un oculaire ou bien un montage afocal, techniques plus complexes et moins usitées que l'imagerie « au foyer ».

#### Procédé argentique
L'astrophotographie argentique est rentrée depuis les années 1990 dans un cercle vicieux qui tend à accélérer sa disparition : le grand public étant séduit par les atouts du numérique, les fabricants de pellicule — souvent les mêmes que les fabricants de capteurs électroniques — ont eu tendance à axer leur production sur ces nouveaux dispositifs, ce qui a fait que le choix en matière de films photographique s'est rétréci, accentuant encore le désengagement du public envers les procédés argentiques.
Les films techniques comme le célèbre Kodak Technical Pan 2415 ont longtemps été, après « hypersensibilisation », des outils de choix des astrophotographes. Comme les films couleur sensibles dans le rouge (rouge comme l'abondante raie hydrogène-alpha des nébuleuses), ces films ont aujourd'hui, hormis quelques modèles pour diapositives, totalement disparu du marché.
L'astrophotographie argentique peut toutefois donner d'agréables résultats sur les grands champs d'étoiles notamment (constellations) moyennant des poses de l'ordre de la dizaine de minutes avec un objectif standard, en parallèle avec un instrument de guidage. Plus simple encore : les filés d'étoiles (éventuellement circumpolaires) ne nécessitent pas de suivi. Ceci étant, la photographie argentique « au foyer » a toujours été une technique d'autant plus délicate que la focale de l'objectif est longue, et ce pour des raisons de précision du suivi équatorial.
La photographie grand champ en chambre de Schmidt, technique coûteuse mais efficace, n'est possible qu'avec des films photographiques puisque seuls ceux-ci peuvent être susceptibles d'épouser la surface focale qui a dans ce cas la forme d'une calotte sphérique (le film est étiré par élasticité sur un support qui épouse la surface focale).

#### Caméra CCD
La voie royale pour l'imagerie du ciel profond reste la technologie CCD (charge coupled device), qui offre une sensibilité exceptionnelle et bénéficie des avancées technologiques les plus récentes. À ses débuts très coûteuse et exigeante, cette technique a eu tendance à se répandre plus facilement grâce notamment à la baisse des tarifs et à l'apparition de l'autoguidage permettant d'automatiser le suivi de la monture supportant l'instrument. Il n'en demeure pas moins que les techniques d'acquisition et de traitement ne sont pas de la première simplicité et exigent un savoir-faire certain.
Ce sont avec cette technologie que les plus belles images de nébuleuses, amas ou galaxies ont été produites. Les amateurs les plus doués possèdent la plupart du temps un observatoire qui leur est propre et qui abrite un équipement coûteux, que cet observatoire soit situé au fond de leur jardin ou perdu à des milliers de kilomètres dans un site de premier choix. Il arrive toutefois que d'excellents astrophotographes restent nomades avec du matériel relativement simple mais utilisé de façon optimale.

#### Webcam
Les années 1990 ont vu l'apparition des premières webcams, ces petites caméras de visioconférence informatique. Les amateurs qui ont l'idée de les placer au foyer de leur télescope, prennent la précaution de les défaire de leur lentille sommaire faisant office d'objectif.
Utilisées telles quelles, ces webcams devenues astrocams permettent d'enregistrer de petites séquences vidéo de la Lune et de planètes : les capacités de calcul des ordinateurs personnels rendent possible l'application à ces séquences d'images de techniques performantes de traitement d'images (enregistrement, composition...) qui permettront d'améliorer très nettement le rapport signal/bruit par rapport à une image brute, même sans un suivi précis de l'astre. Au début du XXIe siècle, la webcam est à la fois l'outil le moins coûteux et l'un des plus efficaces pour produire de belles images de la Lune, de Mars, de Jupiter ou de Saturne.
Même si la taille réduite et la sensibilité limitée des pixels du capteur ne prédispose pas les webcams à une activité en ciel profond, certains amateurs ont réussi à modifier ces caméras afin de les rendre aptes à l'exposition en longue pose. Même si le résultat est assez loin de ce que l'on peut obtenir avec la technologie CCD (ne serait-ce que par le bruit thermique difficile à maîtriser), le coût peu élevé de cette solution permet au moins de goûter sans trop de risques aux plaisirs (et à la difficulté) de l'imagerie des nébuleuses, amas et galaxies.

#### Appareil photographique numérique
Il a fallu attendre quelques années entre l'apparition des premiers appareils photo-numériques et celle des modèles de type reflex qui permettent la photographie au foyer de l'objectif utilisé. Les résultats obtenus avec les appareils dont l'objectif ne peut être désolidarisé du boîtier sont souvent médiocres, eu égard à des techniques moins naturelles d'acquisition (projection oculaire par exemple). Cependant, lorsque l'on utilise du bon matériel, de superbes clichés peuvent être faits, notamment avec certains APN compacts mis en afocal derrière un télescope. Les images obtenues par les boîtiers « reflex » sont en revanche bien plus encourageantes : la photographie à grand champ au foyer redevient alors possible, comme autrefois avec les appareils argentiques — les apports du numérique en plus (grand nombre de prises de vues, télécommande, etc.).
Cette technique présente l'avantage d'être moins coûteuse que la CCD et surtout plus autonome : nul besoin d'ordinateur portable sur place. En contrepartie, le bruit thermique n'est pas aussi bien contrôlé dans un appareil photo que dans une « vraie » caméra CCD, ce qui limite sévèrement les temps de pose.

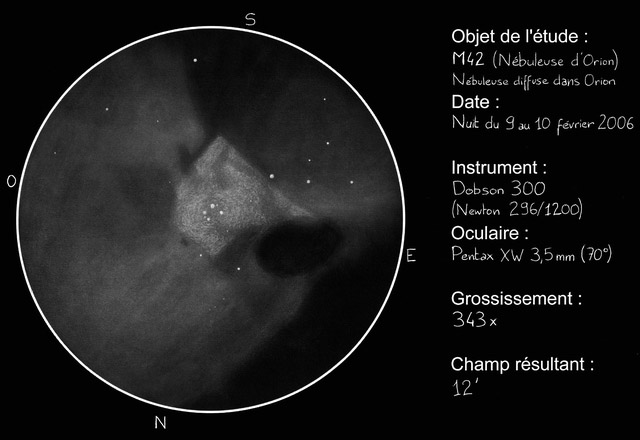
Dessin du cœur de la Nébuleuse d'Orion.

### Le dessin
À mi-chemin entre l'observation visuelle pure et dure d'une part et l'imagerie d'autre part, il existe une technique ancestrale mais qui a su conserver un certain nombre d'adeptes. En effet, le dessin astronomique présente le meilleur des deux mondes : la simplicité du premier et la touche artistique (ou utilitaire) du second.
Cette technique permet en outre à l'amateur de développer son sens de l'observation puisqu'il doit retranscrire sur le papier tous les détails constatés à l'oculaire. Celui qui ne dessine pas aura plus tendance à survoler les objets qu'il observe.

### La spectroscopie
Pouvant être pratiquée à la fois en visuel et en photographie, la spectroscopie est une manière d'observer le ciel sous un autre jour, plus proche de l'étude de la chimie stellaire que d'une observation désintéressée de toute interprétation astrophysique, comme on le ferait plus volontiers dans le cadre d'observations traditionnelles.
Cette technique consiste à décomposer le spectre visible d'un objet (étoile, planète ou nébuleuse en émission) à l'aide d'un réseau de diffraction ou d'un prisme et à observer ou photographier les raies d'absorption afin de les identifier a posteriori et donc de déduire la composition chimique du corps observé.
À ce jour, plusieurs programmes existent pour comprendre et étudier le ciel, notamment sur les étoiles Be, les étoiles symbiotiques et cataclysmiques.

### La radioastronomie
Même s'il s'agit de sa facette la plus facile à appréhender, l'univers observable n'émet pas exclusivement de la lumière visible. Le domaine accessible par les caméras CCD est à peine plus étendu que celui de l'œil humain, c'est-à-dire réduit à une portion congrue du spectre électromagnétique, c'est pourquoi il existe un capteur adapté à chaque domaine du spectre.
Malheureusement, les technologies nécessaires à l'observation des rayons X et gamma sont aujourd'hui inaccessibles à l'amateur. Du côté des ondes radio, en revanche, la technologie est déjà omniprésente puisqu'elle permet aux foyers isolés de recevoir des données satellitaires. Ainsi, en radioastronomie, une antenne parabolique associée à un vu-mètre permet d'observer un flux qu'aucun de nos cinq sens ne pourrait appréhender sans cette conversion de signal. On peut de cette manière « observer » les radiosources les plus puissantes : le Soleil, Jupiter, le bulbe galactique, quelques galaxies elliptiques géantes...

## Les profils d'astronomes amateurs
Les astronomes amateurs peuvent pratiquer leur activité à des niveaux différents selon les affinités, le degré d'implication ou encore le temps disponible. Il serait bien sûr illusoire et réducteur de vouloir classer un amateur dans telle ou telle catégorie, on peut néanmoins distinguer quatre psychologies différentes bien que pouvant coexister chez tel ou tel amateur.

### Les observateurs du dimanche
Cette tendance se caractérise par la présence non perturbatrice de l'astronomie dans la vie de l'amateur. Elle n'influe pas suffisamment sur ses horaires pour perturber le rythme de vie diurne et n'observe donc qu'exceptionnellement au-delà du milieu de la nuit.
La pratique de l'astronomie est donc pour l'« observateur du dimanche » un réel loisir peu contraignant qui ne nécessite pas de planification particulière. Il lit occasionnellement la presse de vulgarisation (Ciel & Espace, ouvrages de Hubert Reeves, etc.).

### Les esthètes
Depuis l'apparition des images spectaculaires telles que celles produites par le Télescope spatial Hubble, de nombreux astronomes souhaitent retrouver — dans une certaine mesure — ces sensations par leurs propres moyens. Retrouver de telles sensations en observation visuelle (étoiles piquées, couleurs dans certaines nébuleuses, etc.) nécessite l'emploi de télescopes de grand diamètre. Un bon dessinateur pourra coucher sur le papier les splendeurs observées à l'oculaire.
La voie royale reste cependant l'imagerie qui permet d'obtenir des images colorées et parfois spectaculaires de planètes, nébuleuses et autres galaxies. La pratique de l'astronomie peut donc dans ce dernier cas devenir un « art » à part entière et nécessiter la maîtrise de techniques parfois difficiles à mettre en œuvre et dont la maîtrise s'acquerra petit à petit.

### Les extrémistes
Complémentaire de l'esthète, l'amateur de l'extrême va plus s'attacher à la valeur physique de l'objet observé qu'à son aspect visuel. L'astronome qui se reconnaît dans cette mouvance fait certainement partie des plus conscients du caractère grandiose des objets qu'il observe : il n'hésitera pas à parcourir des centaines de kilomètres pour trouver les conditions qui lui permettront par exemple d'observer quelques amas de galaxies distants de plus d'une centaine de millions d'années-lumière, même si les galaxies de l'amas n'apparaissent que sous la forme de petites taches floues.
Comme l'esthète, il pourra utiliser des techniques d'imagerie ou de dessin pour consigner ses observations même si le support écrit reste le plus répandu (sous la forme de comptes rendus) ; bien sûr la recherche esthétique passera nécessairement au second plan — au profit de la qualité et/ou de l'originalité de l'information. La littérature-type de l'extrémiste est, bien sûr, Ciel Extrême.

### Les semi-professionnels
Cette catégorie est un peu particulière puisqu'elle ne satisfait pas la première différence entre l'amateur et le professionnel (voir définition) : le « semi-pro » n'effectue ses observations que dans la perspective d'une découverte ou d'une mesure susceptible d'intéresser la science même s'il n'attend en retour aucune rétribution — sinon peut-être la notoriété. Les chasseurs d'astéroïdes, de comètes ou de supernovæ se reconnaissent dans cet état d'esprit. On y retrouve aussi des amateurs ayant le goût de la statistique scientifique, avec notamment la mesure des variations d'éclat des étoiles variables, de position des composantes d'étoiles multiples, de phémus, etc. Assez souvent d'ailleurs, les professionnels font appel aux amateurs lorsque les moyens techniques, le budget alloué ou tout simplement le temps consacré aux recherches ne leur permettent pas d'effectuer les programmes d'observation comme ils le souhaiteraient.
L'astronome semi-professionnel peut également avoir en la matière une culture scientifique proche de celle des professionnels. Il a la possibilité, par le biais des ouvrages utilisés pour la formation de ceux-ci (collections Savoirs Actuels chez CNRS-Éditions/EDP-Sciences et Astronomy and Astrophysics Library chez Springer), d'adopter une approche de base qu'il complétera par la lecture de revues destinées à ces mêmes scientifiques, qui sont :
- Astronomy and Astrophysics en Europe ;
- Monthly Notices of the Royal Astronomical Society en Grande-Bretagne ;
- Astrophysical Journal et Astronomical Journal aux États-Unis.

Il n'est pas rare que ce même amateur soit un ancien étudiant en la matière. La maîtrise de l'informatique et de l'anglais sont à ce niveau deux domaines importants auxquels s'ajoutent, si l'on veut aborder et comprendre la partie théorique de l'astronomie, les mathématiques.

## Le marché de l'astronomie amateur

### Les mutations de l'entrée de gamme
Le marché du télescope d'amateur est devenu très concurrentiel : si quelques fabricants (presque tous américains) dominent le marché depuis les années 1970 (Criterion, Celestron), ceux-ci commencent à décliner dès le début du XXIe siècle au profit de la production chinoise et taïwanaise. L'événement le plus symbolique de ce glissement reste le rachat en 2005 de Celestron, célèbre marque américaine qui introduisit les premiers télescopes de type Schmidt-Cassegrain fabriqués en série, par l'un des plus gros sous-traitants d'optique pour l'astronomie (y compris pour Celestron) : Synta Optical Technology, siégeant à Suzhou en Chine.
La raison de cette évolution récente est double :
1. D'une part, sous la pression croissante de la concurrence, les majors ont fait le choix de se démarquer en introduisant l'électronique en masse dans leurs instruments. Il est indéniable que le confort apporté, notamment par les systèmes de pointage automatique (« GoTo » en anglais), a, sinon révolutionné la pratique de l'astronomie, du moins changé les habitudes de nombreux amateurs ; une part non négligeable d'entre eux ont cependant connu des problèmes de fiabilité qu'ils ne connaissaient pas auparavant et auraient préféré un saut qualitatif global plutôt qu'une surenchère high-tech ;
2. D'autre part, malgré la réputation de loisir élitiste puisque onéreux qu'on lui a prêté, l'astronomie a connu un gain croissant d'intérêt auprès du grand public, notamment avec le premier pas de l'Homme sur la Lune, les sondes envoyées vers Mars et les confins du système solaire (Viking, Pioneer, Voyager...) ou encore les images spectaculaires du Télescope spatial Hubble. Cette popularisation de l'astronomie a déclenché l'apparition d'une nouvelle génération d'astronomes amateurs, nombreux, souvent jeunes et pas nécessairement fortunés mais désireux de faire entrer l'observation astronomique (visuelle et parfois imagerie webcam) dans le cercle de leurs activités. D'où une demande importante en instruments simples, peu coûteux et permettant de faire des observations intéressantes ; les seuls industriels capables de répondre à cette demande étaient alors de nationalités chinoise et taïwanaise.

Désormais, moyennant un budget n'excédant pas celui d'un téléviseur d'entrée de gamme, un débutant peut aujourd'hui s'offrir un instrument permettant d'observer sans difficulté les anneaux de Saturne avec la division de Cassini, de séparer des étoiles doubles serrées (écartement de l'ordre de la seconde d'arc) ou encore de résoudre en partie les amas globulaires les plus brillants comme M22 ou M13.
Cette évolution récente ne laisse pas indifférent. Si de nombreux amateurs sont aujourd'hui ravis de voir leur activité se populariser, d'autres redoutent que l'apparition de ce type de matériel tire vers le bas la qualité générale non seulement des instruments, mais aussi des amateurs et de leurs observations.
Il n'en demeure pas moins que certains amateurs adeptes d'observation visuelle parviennent à réaliser des travaux très intéressants avec du matériel sino-taïwanais ; il faut reconnaître que ces instruments existent depuis les années 2000 dans des dimensions jusque-là réservées aux plus fortunés (jusqu'à 300 mm de diamètre) ; en contrepartie, les amateurs peuvent par exemple investir dans des oculaires à grand champ ou des filtres interférentiels. En outre et d'une manière plus générale, ces nouveaux instruments servent souvent de tremplin vers des accessoires et/ou instruments complémentaires plus haut de gamme qui permettront au débutant d'aller plus loin dans son activité en se spécialisant dans une technique d'observation particulière.

### Le dynamisme du haut de gamme
En ce qui concerne l'instrumentation haut de gamme pour l'astronomie amateur, le choix devient extrêmement vaste. Un instrument d'optique est toujours perfectible et l'amateur exigeant n'hésitera pas à mettre le prix pour se rapprocher le plus possible de cet idéal. Une bonne optique n'est rien sans une bonne mécanique pour la servir, et si quelques sociétés — souvent de taille modeste — allient de telles prestations, l'artisanat conserve de nombreuses cartes en mains, a fortiori en Amérique du Nord et en Europe. Certains acteurs de ce secteur se voient d'ailleurs devenir les victimes de leur succès puisqu'ils connaissent plus ou moins régulièrement quelques difficultés à tenir leurs délais.
Ainsi, à l'opposé du jeune débutant, un amateur confirmé — et éventuellement fortuné — pourra investir dans son observatoire bien plus qu'il n'investirait, par exemple, dans une voiture. Travail de maçonnerie, installation d'une coupole, d'instruments, d'équipements informatiques, etc. : l'astronome amateur pourra faire appel à de nombreux savoir-faire pour pratiquer son loisir dans les meilleures conditions.

### La persistance de l'«ATM»
La construction du télescope d'amateur (« Amateur telescope making » ou ATM en anglais) représente depuis les années 1970 — en Amérique du Nord surtout — un marché à ne pas négliger. Les fabricants de pièces détachées optiques ou mécaniques permettent aux amateurs désireux de construire leur instrument de trouver les éléments qu'ils ne seraient pas capables de fabriquer eux-mêmes, par exemple les optiques ou les organes mécaniques critiques.

## Astronomes amateurs célèbres
Il est toujours difficile de trancher entre professionnel et amateur lorsque l'on évoque certains personnages historiques. Par exemple, Clyde Tombaugh (1906-1997) a été un amateur passionné avant d'être recruté à l'observatoire Lowell où il fit la découverte de Pluton. Doit-on aussi compter les professionnels qui ont beaucoup apporté aux amateurs, tel André Couder (1897-1979) ?
On ne présente ici que quelques astronomes n'ayant connu aucune carrière professionnelle en tant que telle.
- Johann Bayer (1572-1625) : a créé le premier véritable catalogue d'étoiles par constellation, encore fréquemment utilisé aujourd'hui, ainsi que le premier atlas complet de la voûte céleste : l'Uranometria.
- John Herschel (1792-1871) : fils de William Herschel, a découvert des milliers d'étoiles doubles et créé de nombreux instruments.
- William Lassell (1799-1880) : a découvert de nombreux satellites à l'aide d'instruments de sa conception.
- William Parsons, troisième comte de Rosse (1800-1867) : a construit un télescope immense pour son époque, ce qui lui permit de découvrir la structure spirale de certaines galaxies.
- Camille Flammarion (1842-1925) : est l'auteur de l'ouvrage Astronomie populaire et de quelques travaux sur le Système solaire.
- Percival Lowell (1855-1916) : a été l'ardent défenseur de la théorie des canaux martiens et le fondateur de l'observatoire qui porte son nom (et où Pluton fut découverte).
- John Dobson (1915-2014) : a inventé un concept de télescope manuel de conception rudimentaire mais rendant la construction de télescope possible pour tous.
- Pierre Bourge (1921-2013) : a inventé un concept de télescope capable d'assurer un suivi équatorial fiable à peu de frais.
- Sir Patrick Moore (1923-2012) : est l'auteur de dizaines d'ouvrages et présente depuis 1957 l'émission de télévision The Sky at Night sur la chaîne de télévision britannique BBC.
- Yuji Hyakutake (1950-2002) : a découvert l'une des comètes les plus spectaculaires du XXe siècle.
- Donald Machholz (né en 1952) : est l'auteur de nombreux ouvrages pour les amateurs et demeure l'un des découvreurs de comètes les plus prolifiques de sa génération.
- Alan Hale (né en 1958) et Thomas Bopp (né en 1949) : ont découvert la comète qui porte leur nom, l'une des plus spectaculaires du XXe siècle.
- Takao Kobayashi (né en 1961) : a découvert de nombreux astéroïdes et quelques comètes.
- Anthony Wesley (né en ?) Murrumbateman (Australie) : a été le premier à observer et photographier l'astéroïde qui a percuté Jupiter les 19-20 juillet 2009, et il a également prévenu les professionnels de la NASA.
- Jean Meeus a popularisé le calcul astronomique sur calculatrice scientifique.
- Victor Buso (né en 1953) astronome amateur a découvert fortuitement une supernova en testant une nouvelle caméra pointée en direction de la galaxie NGC 613[3].
- Zouina Mehdi (né en 1991) Infirmier de profession et astronome amateur a pu observer pour la première fois un trou noir supermassif situé dans la constellation du Sagittaire

## Documentation et outils

### Périodiques
L'astronome amateur soucieux de s'informer dispose d'un certain nombre de revues périodiques. On trouvera ci-dessous la liste des plus significatifs. Sont inclus les périodiques scientifiques dont certains amateurs (notamment semi-professionnels) sont friands.
- Amateur Astronomy ( États-Unis) : amateur
- Astronomia ( Espagne) : généraliste
- Astronomia ( Italie) : généraliste
- Astronomical Journal ( États-Unis) : scientifique
- Astronomicheskii Zhurnal ( Russie) : scientifique
- Astronomie Heute ( Allemagne) : généraliste tendance amateur
- Astronomie Magazine ( France) : généraliste tendance amateur
- Astronomie-Québec ( Québec) : généraliste tendance amateur (électronique et gratuit)
- Astronomie + Raumfahrt ( Allemagne) : généraliste tendance scientifique
- Astronomy & Astrophysics ( Europe) : scientifique
- Astronomy & Space ( Irlande) : généraliste tendance amateur
- Astronomy Magazine ( États-Unis) : généraliste
- Astronomy Now ( Royaume-Uni) : généraliste
- Astrophysical Journal ( États-Unis) : scientifique
- Astrosurf Magazine ( France) : amateur
- Ciel & Espace ( France) : généraliste
- Ciel Extrême ( France) : amateur (électronique et gratuit)
- Der Sternenbote ( Autriche) : généraliste tendance amateur
- Gekkan Tenmon ( Japon) : amateur
- Interactive Astronomy ( Japon) : amateur
- Interstellarum ( Allemagne) : amateur
- Journal of the British Astronomical Association ( Royaume-Uni) : généraliste tendance amateur
- L'Astronomie ( France) : généraliste
- Le Magazine de l'Observatoire de Paris ( France) : généraliste tendance scientifique
- L'Observateur ( Québec) : amateur (électronique et gratuit, n'est plus publié depuis 2011)
- Mercury Magazine ( États-Unis) : généraliste
- Monthly Notices of the Royal Astronomical Society ( Royaume-Uni) : scientifique
- SkyNews ( Canada) : généraliste
- Sky & Telescope ( États-Unis) : généraliste tendance amateur
- Skywatcher ( Japon) : amateur
- Sterne und Weltraum ( Allemagne) : généraliste
- Tenmon Guide ( Japon) : amateur
- The Astronomer ( Royaume-Uni) : amateur
- The Observatory ( Royaume-Uni) : scientifique

### Guides

#### Anglais
- Robert Burnham Jr., Burnham's Celestial handbook : An Observer's Guide to the Universe Beyond the Solar System, Dover Publications, 1978 : trois volumes d'idées d'observation regroupées par constellation. En anglais uniquement.
- George R. Kepple & Glen W. Sanner, The Night Sky Observer's Guide, Willmann-Bell, 1998 : deux volumes présentant de nombreux objets du ciel profond à découvrir par constellation et par saison. En anglais uniquement.

#### Français
- Guillaume Cannat, Le Guide du Ciel, AMDS/Nathan : présentation approfondie des évènements astronomiques de l'année classés dans l'ordre chronologique.
- Jean-Raphaël Gilis, J'observe le ciel profond avec une lunette de 60 mm ou un télescope de 115 mm, Broquet, 2000 : un guide illustré pour débuter l'observation visuelle du ciel profond.
- Ian Ridpath & Wil Tirion, L'observation du ciel à l'œil nu, aux jumelles ou au télescope, Broquet, coll. Alpha, 2000 : permet de se familiariser avec le ciel.
- André Van der Elst, Guide du matériel d'observation de l'astronome, Vuibert, 2004.

### Atlas
- Carte du ciel mobile

#### Anglais
- David Herald & Peter Bobroff, Herald-Bobroff Astroatlas, HB2000 Publications, Canberra, 1994 : atlas grand format de 214 cartes avec six niveaux de zoom différents (les trois derniers ne concernent que les régions denses) et une typographie élaborée (nécessite une utilisation fréquente pour être en mesure de se passer de la légende). Étoiles jusqu'à la magnitude 9,0 (14 dans certains cas). Moins adapté à un usage sur le terrain que le précédent (papier imputrescible mais non plastifié), bien que plus complet. En anglais uniquement.
- Roger W. Sinnott & Michael A. C. Perryman, Millennium Star Atlas, Sky Publishing Corp., 2006 : atlas de 1 548 cartes réparties sur trois volumes ; étoiles jusqu'à la magnitude 11. En anglais uniquement.
- Wil Tirion & Roger W. Sinnott, Sky Atlas 2000,0, 2nd ed., Cambridge University Press, 1998 : atlas grand format de 26 cartes, étoiles jusqu'à la magnitude 8,5. Équivalent du précédent pour les observateurs expérimentés (même typographie, mais cartes plus complètes, plastifiées, et reliure spiralée facilitant l'usage sur le terrain). En anglais uniquement.
- Wil Tirion, Atlas du ciel 2000,0 Cambridge, 2e éd., Broquet, Ottawa, 1999 : petite introduction au ciel, 20 cartes (étoiles jusqu'à la magnitude 6,5, amas, nébuleuses et galaxies les plus brillants, quelques étoiles doubles). Facile d'utilisation même si la reliure n'en rend pas l'usage très pratique sur le terrain.
- Wil Tirion, Barry Rappaport, Will Remaklus, Murray Cragin & Emil Bonanno, Uranometria 2000,0, 2nd ed., Willmann-Bell, 2001 : atlas en trois volumes (hémisphère nord, hémisphère sud et index), étoiles jusqu'à la magnitude 9,75. Permet de préparer des observations pointues. Peu adapté à un usage sur le terrain (papier ordinaire). En anglais uniquement.

#### Français
- Michael Feiler, Stephan Schurig, Planisphere, Cherche-étoiles, Carte du Ciel orientable, Drehbare Himmelskarte, 2007 - La position des étoiles à chaque instant, 2e edition publiée par www.oculum.de. Les quelques indications mentionnées sur la carte sont en allemand, mais peuvent être aisément interprétées.
- Maurice Provencher, Cherche-étoiles Alpha 2000, Broquet : cartes du ciel tournantes (planisphères) pour le repérage à l'œil nu (plusieurs versions disponibles). Magnitude limite stellaire comprise entre 4 et 5.

### Logiciels
Il existe de nombreux logiciels — parfois gratuits — permettant à l'amateur de visualiser le ciel à un moment et un lieu donnés avec parfois des fonctions étendues telles que le calcul d'éphémérides, le téléchargement d'images ou encore l'impression de cartes.

## Clubs d'astronomie amateur
Devenir membre d'un club d'astronomie est souvent considéré comme la meilleure manière d'apprendre rapidement et efficacement la pratique de l'astronomie amateur.

### Au Québec
La Fédération des astronomes amateurs du Québec (FAAQ) regroupe la majorité des clubs d'astronomie au Québec. La liste des clubs d'astronomie du Québec est disponible sur le site de la FAAQ.

### En France
- Les clubs astro en France, Belgique et Suisse
- Les clubs astro sur afanet.fr
- Les clubs astro sur astrosurf.com